# Botrydium
Botrydium ist eine Algengattung aus der Familie der Botrydiaceae innerhalb der Gelbgrünen Algen (Xanthophyceae).

## Verbreitung
Botrydium-Arten leben im Überschwemmungsbereich stehender und fließender Gewässer sowie in feuchten Äckern und ähnlichen Standorten. Es handelt sich um typische bodenbewohnende Algen.

## Beschreibung
Botrydium bildet einen relativ großen, mehrkernigen Siphonoblasten, bei der Kernteilung findet keine Zell- oder Protoplastenteilung statt, trennende Zellwände werden nicht gebildet. Der Siphonoblast ist von einer gemeinsamen Zellwand umgeben. Es handelt sich um 1 bis 3 mm große, grüne Blasen, die mit einem Rhizoidsystem im Boden verankert sind und gruppenweise zusammenstehen. Im Inneren befindet sich eine große Vakuole. Sie besitzen eine cytoplasmatische Wandschicht mit vielen Plastiden und zahlreichen Zellkernen. Die Oberfläche der Blasen ist oft mit Kalkschuppen bedeckt. Reservekohlenhydrate werden im Cytoplasma gelagert.

## Fortpflanzung
Bei Überflutung erfolgt die vegetative Vermehrung, indem sich der plasmatische Wandbelag in begeißelte Sporen (Zoosporen) mit zwei unterschiedlich langen Geißeln umwandelt. Bei Trockenheit erfolgt eine Umwandlung in unbegeißelte Sporen (Aplanosporen). Die Existenz geschlechtlicher Vermehrung ist umstritten.

## Arten
Die Gattung Botrydium umfasst derzeit 13 Arten (Stand: Februar 2018).
- Botrydium becherianum Vischer
- Botrydium corniforme Vodenicharov
- Botrydium corniforme Vodenicharov
- Botrydium cystosum Vischer
- Botrydium divisum M.O.P.Iyengar
- Botrydium granulatum (L.) Greville
- Botrydium intermedium M.O.P.Iyengar ex A.R.Rao
- Botrydium milleri Vodenicharov
- Botrydium milleri Vodenicharov
- Botrydium pachydermum V.V.Miller
- Botrydium stoloniferum A.K.Mitra
- Botrydium tuberosum M.O.P.Iyengar
- Botrydium wallrothii Kützing